# Viggo Berthelsen
Viggo Berthelsen (født 30. november 1898 på Nislevgård ved Otterup, død februar 1995) var en dansk civilingeniør. Han er mest kendt for forskning indenfor mineraler og oprettelse af "Berthelsen Naturprodukter". Berthelsen var også medskrifter af Sonofon (radiofabrik) som han forlod i 1943.

## Berthelsen Naturprodukter
Berthelsens interesse for mineralers betydning for helbredet tog for alvor fart i 1966, da han selv oplevede lindring af iskias ved brug af et underlag af polyetherskum, som han kaldte "Carskinplast". Han observerede, at friktionen mod skummet genererede statisk elektricitet, hvilket han mente havde en positiv effekt på hans reumatiske smerter. Selvom henvendelser til Gigtforeningen og Ugeskrift for Læger ikke førte til anerkendelse, begyndte Berthelsen at forære "gigttæpper" til bekendte med reumatiske lidelser, med opmuntrende tilbagemeldinger fra mange.
I december 1967 oplevede Berthelsen en overvældende interesse for sine gigttæpper efter en omtale i pressen. Dette førte ham i kontakt med biokemikeren Bernhard Spuhr, der havde forsket i mineralers betydning for kosten. Sammen udviklede de et kosttilskud baseret på organiske mineralforbindelser, som i oktober 1968 blev lanceret under navnet Minalka. Produktet blev en stor succes, men oplevede hurtigt efterligninger baseret på uorganiske mineraler med ringere optagelighed.
Inspireret af de såkaldte "hellige kilder" verden over, hvor folk søgte helbredelse, analyserede Berthelsen vandprøver fra disse kilder og fandt en markant tilstedeværelse af grundstoffet scandium, som sjældent forekom i almindelige kilder. Dette ledte til udviklingen af mineralpillen Scanalka, opkaldt efter scandium. Berthelsens teori var, at sygdom ofte skyldtes mangel på specifikke stoffer, og at tilførsel af disse kunne genoprette kroppens balance over tid. Hans undersøgelse var dog meget anekdotebaseret, hvilket førte til, at han sammen med sin søn udgav bogen: Flytter troen bjerge - eller - : breve fra Scanalka og Minalka brugere (1973).
Berthelsen udvidede sin forskning til at omfatte jordbundsanalyser fra områder med lav kræftforekomst, som Libyen og Dolomitterne, hvor han ligeledes fandt høje koncentrationer af scandium og andre mineraler, der også fandtes i de hellige kilder. Dette førte til inklusionen af dolomit i Scanalka. Han argumenterede for, at moderne intensivt landbrug havde udpint jorden og reduceret næringsindholdet i fødevarer, hvilket nødvendiggjorde kosttilskud for at sikre kroppens behov.
Hans interesse for mineral startet i 1969, da Dr. Bernhard Spuhr kom hjem fra USA. Hans undersøgelse var meget anekdotebaseret og derfor skrev søn og ham bogen: Flytter troen bjerge - eller - : breve fra Scanalka og Minalka brugere (1973)

## Agrinalia
Viggo Berthelsen og hans firma Agrinalia var meget optaget af teorien om, at flyveaske fra kul kunne forbedre afgrøders indhold af vigtige mikromineraler og samtidig mindske mængden af skadelige tungmetaller som bly og cadmium. Ifølge Berthelsen skulle denne forbedrede mineralsammensætning i planterne være gavnlig, især for husdyrs ernæring, og muligvis også for menneskers sundhed.
Disse påstande blev dog mødt med stor skepsis fra faglige kredse, især fordi der ikke tidligere var blevet fremlagt kontrolleret dokumentation, som kunne underbygge teorierne. Derfor blev Berthelsens ideer afprøvet i en række officielle forsøg, blandt andet i samarbejde med Landskontoret for Planteavl. Berthelsen tilbød selv at stå for de nødvendige analyser ved hjælp af udstyr, han havde udviklet til netop at måle spormineraler.
Resultaterne fra de udførte forsøg viste dog, at der ikke var nogen tydelig eller konsistent sammenhæng mellem mængden af flyveaske tilført jorden og indholdet af hverken ønskede eller uønskede grundstoffer i afgrøderne. Tværtimod viste analyserne, som blev udført som såkaldte tendensanalyser, at variationerne i mineralindhold var tilfældige og ikke kunne knyttes til hverken forsøgstype eller flyveaskemængde. Påstanden om, at tungmetaller og vigtige sporstoffer udveksler plads i planterne, blev derfor heller ikke underbygget.
Efter at resultaterne forelå, valgte Viggo Berthelsen ikke at kommentere dem, hvilket yderligere svækkede tilliden til teoriernes holdbarhed. Konklusionen i rapporten er klar: Flyveaske har ikke nogen målbar positiv effekt på afgrødernes mineralstofindhold og heller ikke på udbyttet. Dermed vurderes den som værdiløs i planteproduktionen, men kan dog anvendes i moderate mængder som affaldsprodukt uden risiko for jorden.